# 习五一
习五一（1951年9月—），湖北丹江口人，中国社会科学院“科学与无神论研究中心”主任，曾任北京市社会科学院历史所副所长、研究员。

## 生平
1981年，于北京师范大学历史系中国近现代史专业獲硕士学位，同年进入北京市社会科学院历史所擔任研究員，曾任北京市社会科学院历史所副所长；1991年11月应日本外务省国际交流基金邀请赴日访学，在日本冈山大学文学部擔任客座研究员至1992年2月；1995年被选入首批北京市培养跨世纪马列主义理论人才“百人工程”；2002年调入中国社会科学院世界宗教研究所，任宗教学理论研究室研究员，2010年调入中国社会科学院马克思主义研究院，现为中国社会科学院“科学与无神论研究中心”主任。

## 观点
习五一提出应“推动科教兴国战略，坚持政教分离原则，尊重宗教信仰自由，遏制宗教极端、抵御宗教渗透，维护中华民族多元一体”，并呼吁治理清真泛化。
2016年3月，她提出“国家或地方政府推动清真食品认证标准统一，违背宪法中政教分离的基本原则”，该议题在网友声援下形成两会舆情热点，影响到《国务院2016年立法工作计划》将2015年立法工作计划中列入研究项目的《清真食品管理条例（国家民委起草）》撤销。
2016年6月，习五一针对国务院法制办公室公布的《国务院关于<修改城市民族工作条例>的决定（征求意见稿）》提出反对意见，她认为该征求意见稿名为“坚持各民族共同团结奋斗、共同繁荣发展，加强加强交往交流交融”，“保障各民族合法权益”，但实际上主要侧重于“保障城市少数民族的合法权益，条例不是在促进中华民族多元一体格局，而是在突出少数民族特殊论”。
2017年2月，习五一指出，中央电视台导演哈文为了某些少数民族部分群众的宗教禁忌，将传统民谣“二十六，炖猪肉”篡改为“二十六，炖牛肉”，指责这一行为是“逆现代社会世俗化的历史潮流”。
2017年5月，习五一质疑央视网直播标题“郭氏祖先是阿拉伯人后裔”，违背历史学常识。。
2017年7月，习五一发布文章《打破族教一体的束缚，遏制某些少数民族“逆世俗化”的趋势》一文，成为中国政府关注的舆情热点，影响了2018年4月国务院在其发布的《中国保障宗教信仰自由的政策和实践》白皮书中，将以往中华人民共和国政府将十个少数民族人口全部视为穆斯林的观点，修正为“十个多数人信仰伊斯兰教的少数民族总人口2000多万人”。

## 著作
- 《北京通史》第九卷（合著，中国书店，1994年）
- 《中华民国史》第二编第五卷（合著，中华书局，1996年）
- 《北京的庙会民俗》（北京出版社，2000年）

## 獲獎
- 北京市第三届哲学社会科学优秀成果二等奖（1994年）
- 中共中央宣传部1994年度精神文明建设“五个一工程”（1995年）
- 国家社会科学基金项目优秀成果三等奖（1999年）[15] [16]

## 評價
中原工学院马克思主义学院稱贊习五一的观点“对抵御宗教向大学校园渗透有切实的方向指导意义”，而其反对者则认为其为“穆黑领袖”、“皇汉教母”、“极端无神论者”。